# Palacio de Malacañán
El Palacio de Malacañán (Palasyo ng Malakanyang en filipino) es la residencia oficial del presidente de Filipinas. Está localizado en la orilla norte del río Pásig en el distrito de San Miguel, Manila. Aparece impreso al reverso del billete de 20 pesos. El término "Malacañang" se usa a menudo como metonimia para el presidente y sus asesores. El extenso complejo del Palacio de Malacañang incluye numerosas mansiones y edificios de oficinas diseñados y construidos en gran parte en estilo bahay na bato y neoclásico.
Desde 1863, el Palacio ha sido ocupado por dieciocho gobernadores generales españoles, catorce gobernadores civiles y militares estadounidenses, y más tarde los presidentes de Filipinas. El palacio había sido ampliado y remodelado varias veces desde 1750; los terrenos se ampliaron para incluir propiedades vecinas, y muchos edificios fueron demolidos y construidos durante los períodos español y estadounidense. Se reforzaron sus postes, se sustituyeron las tejas por láminas de hierro ondulado, se repararon los balcones y se embelleció tanto el exterior como el interior. Más recientemente, entre 1978 y 1979, el edificio del Palacio fue remodelado drásticamente y reconstruido extensamente por la primera dama Imelda Romualdez Marcos durante el mandato de Ferdinand Marcos.

## Historia

### Origen y época hispánica
La estructura original fue construida en 1750 por Luís Rocha, un español en el comercio de galeones, la construyó como casa de verano ubicada en San Miguel, Paco y Santa Ana a lo largo del río Pásig. La propiedad de Rocha fue construida de piedra, descrita como una casa de campo relativamente modesta (aunque los Rochas modernos dicen que no era pequeña y de hecho tenía un salón de baile)[cita requerida] con una casa de baños en el río y jardines, todo encerrado por una cerca de piedra. Este último era probablemente una estructura con techo de nipa y rodeada de bambú construida sobre el agua, lejos de la mirada de los barcos que pasaban. Era fácilmente accesible desde Intramuros y Binondo en barco, carruaje o a caballo. Fue comprado por el estado en 1825 como residencia de verano del gobernador general español tras la muerte del coronel José Miguel Formente.
Después de un terremoto el 3 de junio de 1863, que destruyó la residencia oficial del Gobernador General Palacio del Gobernador en la ciudad amurallada de Intramuros, Malacañán se convirtió en la sede oficial del poder del dominio colonial español.

### Dominio estadounidense

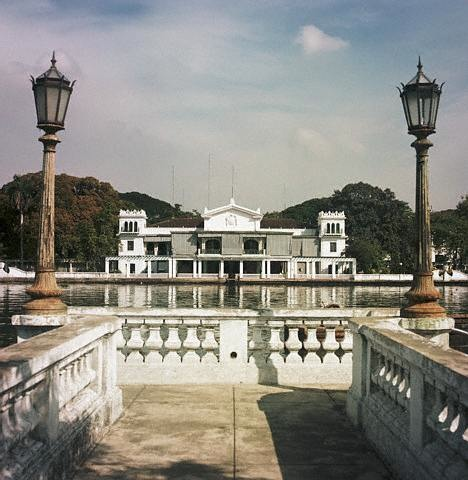
El palacio en 1940.

El uso del palacio como residencia estatal oficial de los gobernantes coloniales continuó después de que la soberanía sobre las islas fuera cedida a los Estados Unidos en 1898. El general Wesley Merritt fue el primer gobernador estadounidense en hacer uso de la finca como su residencia. En 1920, el Gobernador General Francis Burton Harrison construyó el Edificio Ejecutivo.
Malacañan fue el único edificio gubernamental importante en Manila que sobrevivió a los bombardeos de artillería pesada durante la Segunda Guerra Mundial. El palacio siguió siendo la joya del todavía de moda barrio de San Miguel, salvado en la guerra.

### Época republicana

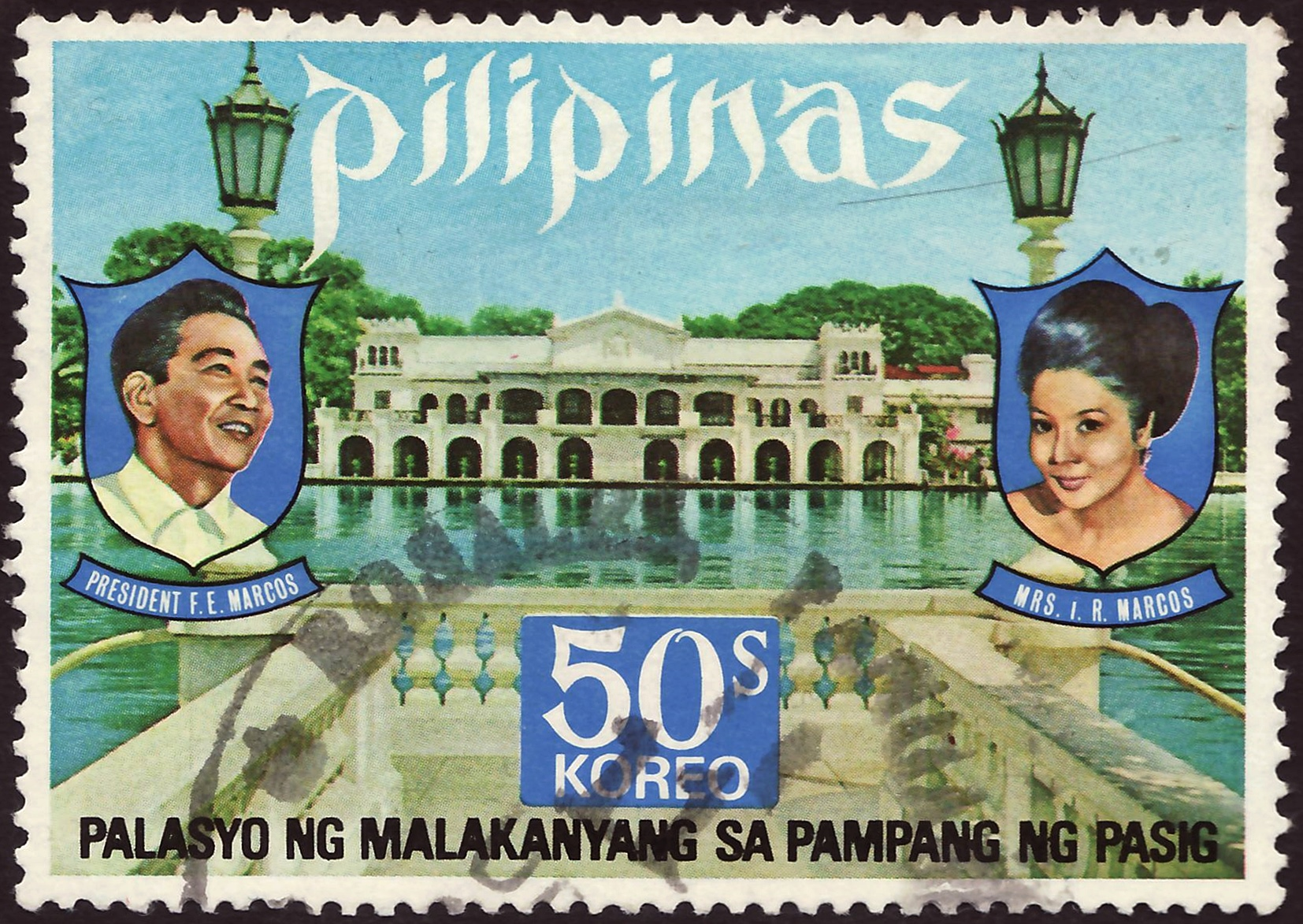
Estampilla de 1973.

Entre los presidentes de la actual Quinta República, solo Gloria Macapagal Arroyo vivía realmente en el Palacio principal como oficina y su residencia, y todos los demás residían en propiedades cercanas que forman parte del complejo más grande del Palacio, el primero fue Manuel L. Quezon.
El Palacio ha sido tomado varias veces como resultado de protestas que comenzaron con la Revolución EDSA de 1986, el intento de golpe de 1989 (cuando el Palacio fue zumbado por troyanos T-28); los disturbios de Manila de 2001; y la EDSA III en los disturbios del 1 de mayo.